# Arran (ostrov)
Arran (ve skotské gaelštině: Eilean Arainn) je ostrov, který se nachází v zálivu Firth of Clyde ve Skotsku, a spadá pod správu oblasti Severní Ayrshire.
Ostrov je dlouhý 32 kilometrů a v nejširším místě měří 15 kilometrů. Svou rozlohou, celkem 430 km², se řadí na sedmé místo největších ostrovů Skotska. Nejvyšším vrcholem ostrova je Goat Fell (874 m n. m.).
Podle posledních údajů (rok 2001) na Arranu trvale žije 5058 obyvatel. Kromě místního piva značky Arran, které se prodává po celém Spojeném království Velké Británie a Severního Irska, se na Arranu vyrábí i stejnojmenná whisky a několik dalších druhů poživatin a potravin.